# Stinstedt
Stinstedt község Németországban, Alsó-Szászországban, a Cuxhaveni járásban. Lakosainak száma 525 fő (2023. december 31.).